# Primer Ministre de Zimbàbue
El Primer Ministre de Zimbàbue (en anglès: Prime Minister of Zimbabwe) és la denominació del cap de govern de Zimbàbue. Robert Mugabe ha estat durant 21 anys l'únic primer ministre en la història de Zimbàbue. Va agafar el càrrec quan Rhodèsia del Sud es convertí en la República de Zimbabue el 17 d'abril de 1980. Aquest càrrec s'abolí quan la constitució s'esmenà el 1987 i Mugabe es va convertir en President de Zimbabue, assumint tant les responsabilitat de cap d'Estat com de cap de govern. L'11 de febrer de 2009, el líder oposicional, Morgan Tsvangirai es convertí en primer ministre després de les negociacions per a constituir un govern d'unitat.

## Primers Ministres de Zimbàbue
| Núm. | Nom                                                                   | Inici                  | Fi                     | Partit                                    |
| ---- | --------------------------------------------------------------------- | ---------------------- | ---------------------- | ----------------------------------------- |
| 1.   | Robert Mugabe                                                         | 18 d'abril de 1980     | 31 de desembre de 1987 | Unió Nacional Africana de Zimbàbue (ZANU) |
| -    | Vacant, competències del cap de govern les exerceix el cap de l'estat | 31 de desembre de 1987 | 11 de febrer de 2009   |                                           |
| 2.   | Morgan Tsvangirai                                                     | 11 de febrer de 2009   | 11 de setembre de 2013 | Moviment pel Canvi Democràtic (MDC)       |
| -    | Vacant, competències del cap de govern les exerceix el cap de l'estat | 11 de setembre de 2013 | actualitat             |                                           |